# Wasserstraßen- und Schifffahrtsamt Neckar
Das Wasserstraßen- und Schifffahrtsamt Neckar (WSA Neckar) ist ein Wasserstraßen- und Schifffahrtsamt in Deutschland. Es gehört zum Dienstbereich der Generaldirektion Wasserstraßen und Schifffahrt.
Das Amt ist 2019 aus der Zusammenlegung der bisherigen Wasserstraßen- und Schifffahrtsämter Stuttgart und Heidelberg hervorgegangen und das erste im Zuge der Ämterreform gebildete, neue Wasserstraßen- und Schifffahrtsamt.

## Zuständigkeitsbereich
Das Wasserstraßen- und Schifffahrtsamt Neckar ist auf über 200 km Länge zuständig für die Bundeswasserstraße Neckar inklusive ihrer Seitenkanäle von Mannheim (Neckar-km 4,60) bis zur Gemeindegrenze Wernau/Plochingen.
Das Amt hat Dienstorte in Stuttgart und Heidelberg. Weiterhin sind ihm die Außenbezirke in Lauffen, Marbach, Stuttgart, Heidelberg, Eberbach und Bad Friedrichshall sowie die Bauhöfe Heilbronn und Neckarsteinach nachgeordnet.
Die Bauhöfe verfügen über Slipanlagen, mit denen Schiffe des Wasserstraßen- und Schifffahrtsamtes für Wartungs- und Reparaturarbeiten aus dem Wasser gezogen werden können.

## Aufgaben
Zu den Aufgaben des Wasserstraßen- und Schifffahrtsamtes gehören:
- Unterhaltung der Bundeswasserstraßen im Amtsbereich
- Betrieb und Unterhaltung baulicher Anlagen, z. B. Schleusen, Wehre und Brücken (am Necker befinden sich 27 Staustufen)
- Aus- und Neubau
- Unterhaltung und Betrieb der Schifffahrtszeichen
- Erfassung und Auswertung von Wasserständen, Abflüssen und umweltrelevanten Daten (z. B. Temperatur)
- Übernahme strom- und schifffahrtspolizeilicher Aufgaben.